# Karl-Tauchnitz-Brücke
Die Karl-Tauchnitz-Brücke war eine im Jahr 1891 in Leipzig errichtete und bis 1957 existierende Brückenverbindung über den Pleißemühlgraben. Sie war benannt nach dem Leipziger Verleger und Stifter Carl Christian Philipp Tauchnitz (1798–1884).  

## Lage und Gestalt
Die Karl-Tauchnitz-Brücke verband die 1885 benannte Karl-Tauchnitz-Straße mit dem Obstmarkt und der Straße An der Pleiße (seit 1933 Martin-Luther-Ring) und stellte damit die Verbindung der Innenstadt mit dem im Entstehen begriffenen Musikviertel her. Die benachbarten Brücken waren im Norden die Schlossbrücke und im Süden die Harkort-Brücke.
Die Karl-Tauchnitz-Brücke überspannte den in Steinmauern gefassten, etwa acht Meter breiten Pleißemühlgraben als Balkenbrücke unter Verwendung von Stahlträgern. Als Seitenbegrenzung besaß sie kunstvolle Schmiedegitter. Auf der Ostseite wurde sie von zwei Obelisken mit je zwei Gaslaternen eingefasst.

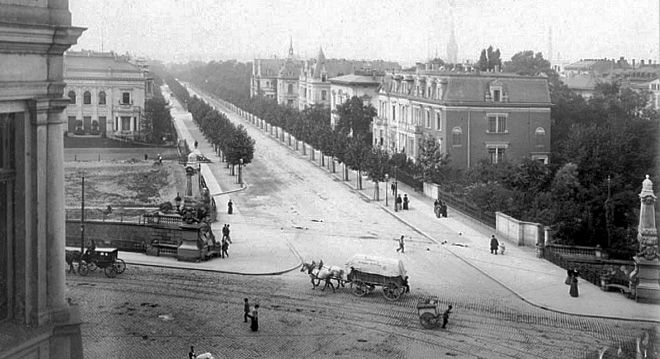
Blick zum Musikviertel mit der Brücke (um 1900)
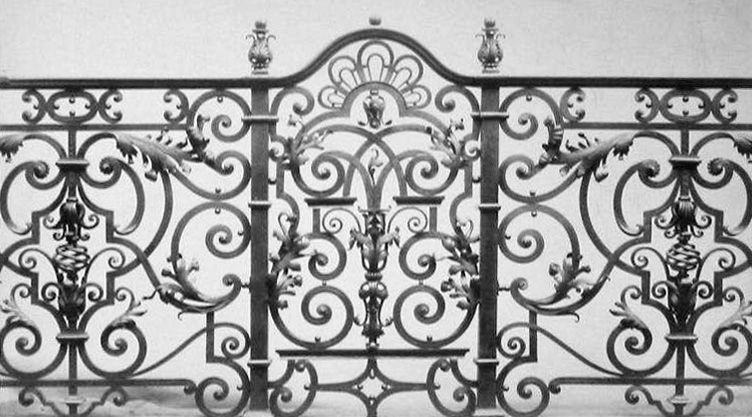
Brückengitter
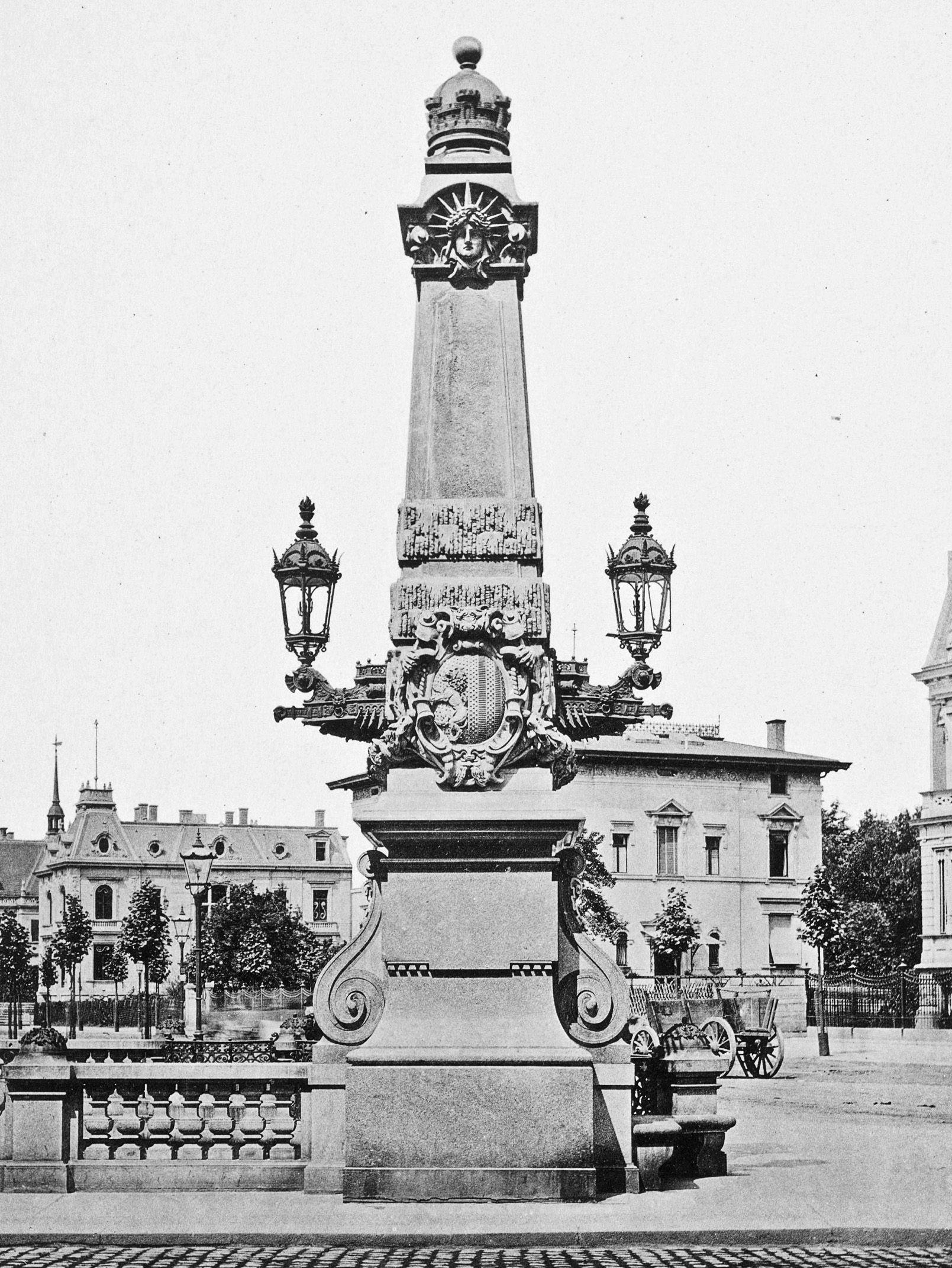
Einer der beiden Obelisken

## Geschichte
Am Ort der Karl-Tauchnitz-Brücke hatte über 600 Jahre die Nonnenmühle gestanden, die von den Nonnen des Georgenklosters errichtet worden war. 1890 musste sie dem Brückenbau weichen. 1891 wurde die Brücke fertiggestellt

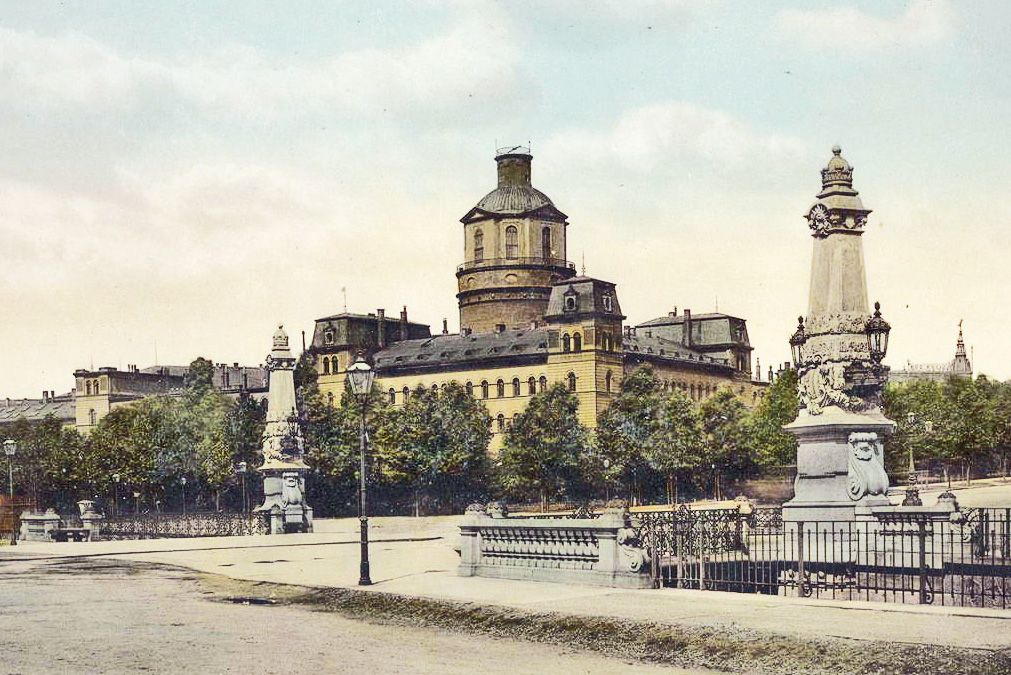
Um 1900 mit der Pleißenburg
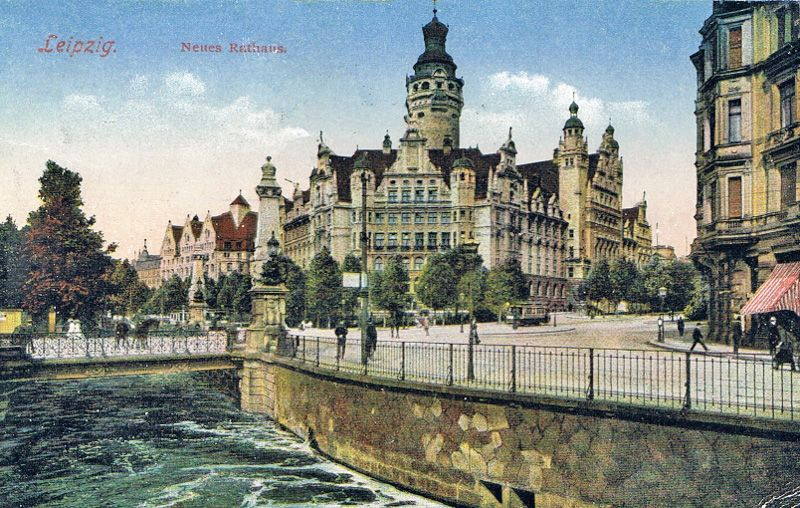
1912 mit Neuem Rathaus
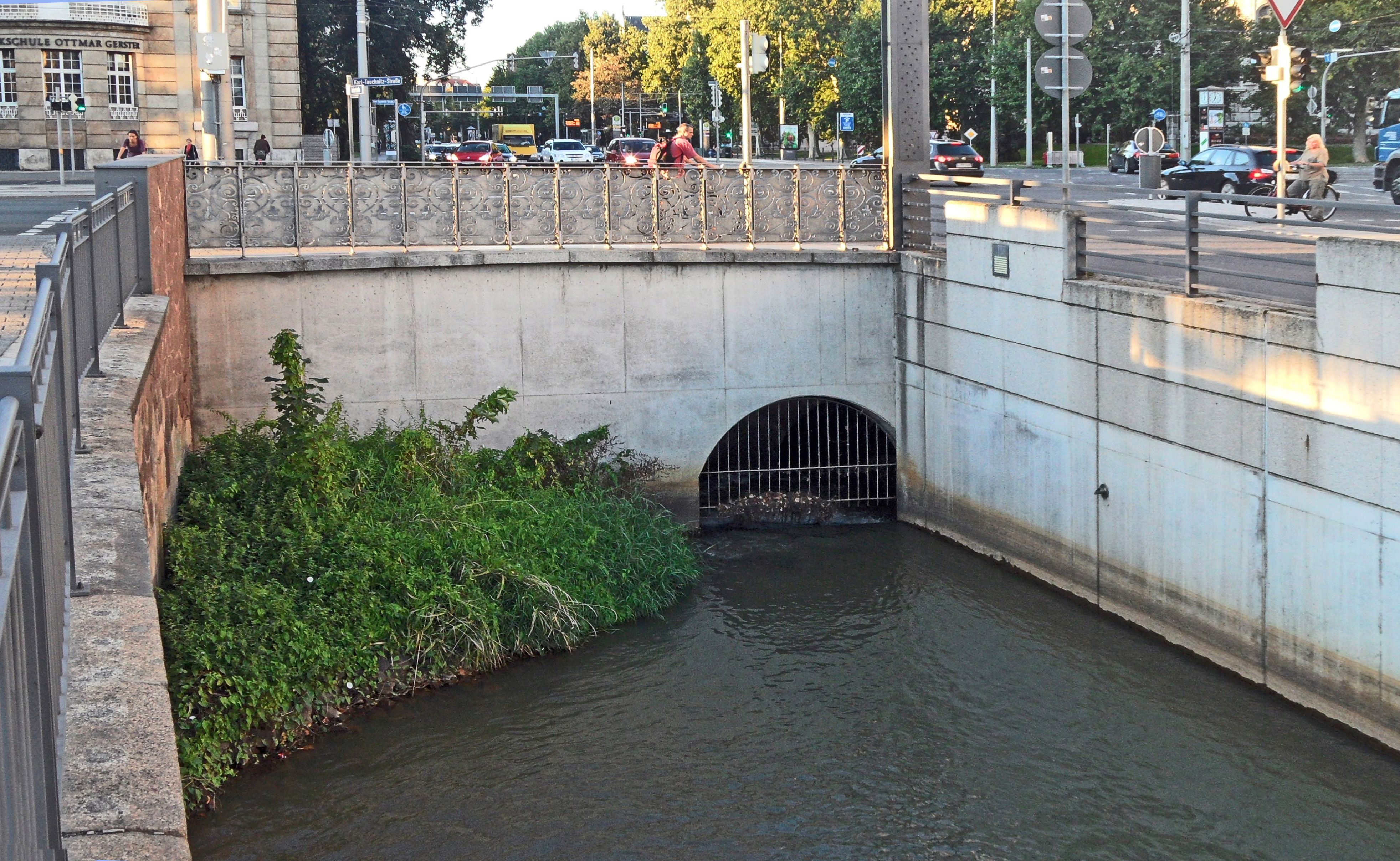
Wölbleitung statt der Brücke (2011)

Bezüglich des Namens der Brücke konnte sich die Stadtverwaltung nicht durchsetzen, die in Erinnerung an die Mühle Nonnenbrücke vorgeschlagen hatte. Die Leipziger nannten sie Carl-Tauchnitz-Brücke, und 1896 wurde dieser Name auch amtlich. Im Zuge der nach Konrad Duden (1829–1911) eingeführten Namensschreibweise wurde zu Beginn des 20. Jahrhunderts aus der Carl-Tauchnitz-Brücke die Karl-Tauchnitz-Brücke, im Leipziger Adressbuch erstmals 1905.
Aber bereits 50 Jahre später war das Schicksal der Brücke besiegelt. Wegen der durch die Braunkohlenindustrie südlich von Leipzig beeinträchtigten Wasserqualität des Pleißemühlgrabens wurde dieser ab 1955 überwölbt, die Brücke nicht mehr benötigt und deshalb 1957/1958 abgerissen, 1962 auch die beiden Obelisken. Nach Anschluss der Friedrich-Ebert-Straße an die Karl-Tauchnitz-Straße fährt seit 1964 nun auch die Straßenbahn über die Stelle der ehemaligen Brücke.
Ab 1997 wurde der Pleißemühlgraben etappenweise wieder freigelegt, so 2000 auch das Teilstück südlich der ehemaligen Brücke. Hier verschwindet der Pleißemühlgraben jedoch immer noch in der alten Wölbleitung.